# Rönnerum
Rönnerum ist ein zur Gemeinde Borgholm gehörendes Dorf auf der schwedischen Ostseeinsel Öland.
Das weniger als 50 Einwohner (Stand 2005) zählende Dorf liegt südlich von Rälla, etwa einen Kilometer östlich der Landstraße 136. Südwestlich befindet sich Stora rör.
Bekannt ist Rönnerum durch die etwa zwei Kilometer östlich des Dorfs gelegenen Reste eines Dorfes aus der Eisenzeit, Rönnerum fornby. In dem etwa 300 mal 400 Meter großen Areal des eisenzeitlichen Dorfs finden sich die Grundmauern von zehn Häusern. In diesem Bereich besteht auch das ungefähr 200 Hektar große Naturreservat Rönnerum-Abbantorp.